# El Gelabert (Folgueroles)
El Gelabert és una masia de Folgueroles (Osona) inclosa a l'Inventari del Patrimoni Arquitectònic de Catalunya.

## Descripció
Es tracta d'un edifici civil. La masia és de planta rectangular amb el carener perpendicular a la façana, orientada a migdia. El portal d'entrada és de grosses dovelles, hi ha un bonic rellotge de sol de pedra picada. Annexionat a la casa s'hi construí una edificació moderna que conserva una llinda datada al segle xvi. A la part dreta s'hi annexionà un cos amb galeries de cara a migdia. En aquesta part, a l'interior, conserva un oratori amb un petit retaule neoclàssic i un curiós reliquiari.
La casa està envoltada per un mur amb tres portals d'accés i a la part dreta hi ha una era amb grans lloses i molt ben conservada.
Els materials constructius bàsics són de pedra i fusta, la façana ha estat arrebossada recentment.

## Història
Antic mas amb elements arquitectònics del segle xvi. Les reformes més considerables són del segle xvii, a la part de migdia, i del XVIII a la de tramuntana.
El nom actual de Gelabert apareix a una llinda datada el 1772 com a "Gilabert". La família encara manté el cognom.